# Чирак
«Чирак» (англ. Chi-Raq) — американский музыкальный гангстерский фильм Спайка Ли 2015 года. За основу сюжета взята комедия древнегреческого комедиографа Аристофана «Лисистрата», но сама история перенесена в современный Чикаго. Это первый фильм, созданный студией Amazon Studios. Фильм вышел в ограниченный прокат, поскольку в первую очередь создавался для сервиса видео по запросу Amazon Video.
Слово «Чирак» образовано путём объединения слов «Чикаго» и «Ирак». Так местные жители иногда называют свой город, имея в виду сложную криминогенную обстановку. Мэр Чикаго Рам Эмануэль и городской совет даже пытались запретить Спайку Ли использовать это слово для названия фильма, чтобы не создавать негативную рекламу для города.

## Сюжет
В начале фильма показана статистика, из которой выходит, что за XXI век в уличных перестрелках в Чикаго погибло людей больше, чем в последних американских войнах в Афганистане и Ираке.
В чёрных районах южной части Чикаго бушует война между двумя конкурирующими бандами: «Спартанцами», возглавляемыми рэпером Чираком, и «Троянцами», возглавляемыми Циклопом. Однажды Лисистрата, девушка Чирака, лишается жилья, так как дом сжигает конкурирующая банда. После пожара Лисистрата переезжает к своей соседке, одинокой женщине по имени мисс Хелен. Мисс Хелен говорит Лисистрате, что та вообще-то могла бы попробовать остановить войну, ведь она встречается с лидером одной из банд. Проблема уличных войн заключается ещё и в том, что на улицах часто погибают невинные люди, в том числе и дети, которые случайно попадают под перекрёстный огонь. Хелен предлагает Лисистрате поискать в интернете информацию про Лейму Гбови. Из интернета Лисистрата узнаёт, что Гбови активистка из Либерии, которой удалось организовать в своей стране массовое женское движение за мир. Своими действиями движению удалось приблизить конец Второй либерийской гражданской войны. Одной из акций движения была «сексуальная забастовка». Женщины отказывались от секса, чтобы таким образом принудить своих мужчин прекратить насилие.
Лисистрате удаётся сагатировать на «сексуальную забастовку» своих подруг, а также девушек из конкурирующей банды. Девушки беседуют с местным священником, который предлагает им не останавливаться на достигнутом и начать действовать более радикально. В конечном итоге девушки соблазняют военных и захватывают здание Арсенала. Движение начинает шириться, к нему примыкают и взрослые чёрные женщины. Полиция окружает здание Арсенала. Для того, чтобы заставить девушек сдаться, полицейские организуют психологическую атаку. Они начинают крутить из больших динамиков романтические песни 70-х. Однако эта атака срабатывает наоборот. Мужчины, стоящие в оцеплении, начинают ещё больше тосковать по женскому полу.
Проходит три месяца. Женское движение разрастается всё более широко. К нему примыкают и остальные женщины города, а также женщины из других городов и даже стран. Без секса гангстеры становятся скучными и апатичными, всё больше времени проводя в раздумиях о жизни. На сторону протестующих переходит жена мэра, и даже первая леди США. Президент требует от мэра навести в городе порядок. Городское начальство вынуждает Чирака пойти на переговоры с женщинами. В таком случае Чирак предлагает Лисистрате решить этот конфликт путём секс-поединка. Во время поединка в здание Арсенала прибывает Циклоп со своими людьми и сообщает, что ему всё это надоело, и он согласен сложить оружие в одностороннем порядке.
На следующий день женщины, городские власти и банда «Троянцев» подписывают мирный договор. Все ждут, что к миру присоединится и банда «Спартанцев», но Чирак не спешит этого делать. Тогда мисс Хелен рассказывает ему историю его отца, который случайно застрелил ребёнка, а затем был убит в тюрьме. По бандитскому кодексу того времени убивший ребёнка человек подлежал расправе. Чирак сознаётся, что сам недавно случайно в перестрелке застрелил маленькую девочку, и сдаётся полиции.

## В ролях
- Тейона Паррис — Лисистрата
- Ник Кэннон — Димитрий «Чирак» Дюпри
- Уэсли Снайпс — Шон «Циклоп» Эндрюс
- Дженнифер Хадсон — Ирен
- Анджела Бассетт — мисс Хелен Уорти
- Джон Кьюсак — преподобный Майк Корридан
- Сэмюэл Л. Джексон — Долемедес
- Мишель Митченор — Индиго
- Даниэль Бернард Суини — мэр Макклауд
- Гарри Ленникс — комиссар Блейдс
- Ла Ла Энтони — Хикуба
- Фелиция Пирсон — Дания
- Джей Вашингтон — Бесомайти
- Дейв Шаппелл — Моррис
- Стив Харрис — Уле Дьюк
- Дэвид Патрик Келли — генерал Кинг-Конг
- Энтони Чисхолм — мистер Доктор Эзоп
- Исайя Уитлок мл. — Баккос
- Аня Энджел-Адамс — Рашида

## Саундтрек
Chi-Raq: Original Motion Picture Soundtrack был выпущен для цифровой загрузки и на физических носителях 4 декабря 2015 года на лейбле RCA Records.

### Список композиций
1. Nick Cannon — «Pray 4 My City»
2. R. Kelly feat. Tink — «Put the Guns Down»
3. Mali Music feat. Jhené Aiko — «Contradiction»
4. Bruce Hornsby and the Noisemakers feat. Eryn Allen Kane & Sasha Go Hard — «Born in Chicago»
5. Mali Music — «Sit Down for This»
6. Sam Dew — «Desperately»
7. Treasure Davis feat. Kid Ink — «Simple»
8. Kymm Lewis — «I Want to Live»
9. Nick Cannon — «My City»
10. Kevon Carter — «WGDB»
11. Sophia Byrd — «I See the Light»
12. Cinque Cullar — «All Power»
13. Jennifer Hudson — «I Run»[7]

## Рецензии
В целом фильм получил положительные отзывы от критиков. На сайте Rotten Tomatoes рейтинг свежести фильма 81 %. У него 108 положительных отзывов из 133 и средний рейтинг 7.3/10. На сайте Metacritic у фильма 77 баллов из 100, на основе мнения 36 критиков.
Сайт RogerEbert.com поставил фильму 4 звезды из 5, назвав его лучшим фильмом Спайка Ли за последние 10 лет: «Фильм злой, пугающий и печальный, но также тёплый, чувственный, жизнеутверждающий и настолько смешной, что критики и политические комментаторы обязательно найдут его неприятным». В подобном духе вышла рецензия и в The New York Times. Фильм назвали лучшим в карьере Ли за последние годы: «Вы можете спорить с идеями Ли, кинематографическими и политическими, но немногие режиссёры встряхивают вас так же сильно, создавая смех, который так же горек, как и слёзы». Газета Chicago Tribune написала, что если хотя бы небольшой процент людей решит сложить оружие после этого фильма, то работа Спайка Ли была проделана не зря.